# Kevin Pritchard (Windsurfer)
Kevin Pritchard (* 30. Januar 1976) ist ein ehemaliger amerikanischer Profi-Windsurfer und vierfacher Weltmeister.

## Leben
Pritchard begann mit 9 Jahren in Kalifornien mit dem Windsurfen und wurde bereits im Alter von 15 amerikanischer Meister. 1996 debütierte er im Windsurf World Cup und gewann vier Jahre später gleich zwei Weltmeistertitel, nachdem er 1998 bereits knapp den Weltmeistertitel verpasst hatte. Er gewann sowohl die Overall- als auch die Race-Wertung. 2002 und 2006 errang er zudem Weltmeistertitel im Wave. 2014 gewann er zudem die American Windsurf Tour (AWT) (jetzt IWT) im Waveriding.
Pritchards Bruder Matt war ebenfalls Profi-Windsurfer und Weltmeister.

## Erfolge

### World Cup Wertungen
| Saison | Overall | Overall | Wave  | Wave   | Freestyle | Freestyle | Slalom | Slalom | Super-X | Super-X |
| Saison | Platz   | Punkte  | Platz | Punkte | Platz     | Punkte    | Platz  | Punkte | Platz   | Punkte  |
| ------ | ------- | ------- | ----- | ------ | --------- | --------- | ------ | ------ | ------- | ------- |
| 1996   | 8.      | ?       | ?     | ?      | –         | –         | ?      | ?      | –       | –       |
| 1997   | 13.     | ?       | ?     | ?      | –         | –         | ?      | ?      | –       | –       |
| 1998   | 2.      | 4       | 2.    | ?      | ?         | ?         | 2.     | ?      | –       | –       |
| 1999   | 2.      | 8       | 6.    | 5862   | 34.       | 1586      | 2.     | 6153   | –       | –       |
| 2000   | 1.      | 43,5    | 8.    | ?      | 34.       | ?         | 1.     | ?      | –       | –       |
| 2001   | –       | –       | 2.    | ?      | 8.        | ?         | –      | –      | –       | –       |
| 2002   | –       | –       | 1.    | 2100   | –         | –         | 2.     | 4068   | –       | –       |
| 2003   | –       | –       | 9.    | 3557   | –         | –         | 4.     | 3936   | –       | –       |
| 2004   | –       | –       | 4.    | ?      | –         | –         | 3.     | 5970   | 23.     | ?       |
| 2005   | –       | –       | 4.    | 5674   | –         | –         | 4.     | 3804   | 2.      | 4035    |
| 2006   | –       | –       | 1.    | 6168   | –         | –         | 3.     | 6069   | 2.      | 4035    |
| 2007   | –       | –       | 5.    | 7642   | –         | –         | 2.     | 10335  | –       | –       |
| 2008   | –       | –       | 5.    | 5394   | –         | –         | 3.     | 8070   | –       | –       |
| 2009   | –       | –       | 10.   | 5146   | –         | –         | 6.     | 9906   | –       | –       |
| 2010   | –       | –       | 12.   | 3425   | –         | –         | 6.     | 7707   | –       | –       |
| 2013   | –       | –       | 33.   | 1820   | –         | –         | –      | –      | –       | –       |
| 2014   | –       | –       | 42.   | 1688   | –         | –         | –      | –      | –       | –       |
| 2015   | –       | –       | 37.   | 1820   | –         | –         | –      | –      | –       | –       |
| 2016   | –       | –       | 32.   | 2100   | –         | –         | –      | –      | –       | –       |
| 2019   | –       | –       | 43.   | 2693   | –         | –         | –      | –      | –       | –       |

### World Cup Siege
Pritchard errang in seiner Karriere 37 Podestplätze (20× Slalom, 13× Wave, 3× Super-X, 1× Freestyle), davon elf Siege (5× Slalom, 5× Wave, 1× Super-X):
| Datum               | Ort                | Land        | Disziplin |
| ------------------- | ------------------ | ----------- | --------- |
| 07.11. – 15.11.2000 | Maui               | USA         | Wave      |
| 07.11. – 15.11.2000 | Maui               | USA         | Slalom    |
| 22.07. – 30.07.2000 | Costa Calma        | Spanien     | Slalom    |
| 22.07. – 30.07.2000 | Pozo Izquierdo     | Spanien     | Slalom    |
| 09.07. – 19.07.2002 | Pozo Izquierdo     | Spanien     | Wave      |
| 21.09. – 29.09.2002 | Sylt               | Deutschland | Slalom    |
| 20.09. – 28.09.2003 | Sylt               | Deutschland | Wave      |
| 06.06. – 11.06.2006 | Cascais            | Portugal    | Wave      |
| 13.06. – 18.06.2006 | Sant Pere Pescador | Spanien     | Super-X   |
| 05.05. – 12.05.2007 | Ulsan              | Korea       | Slalom    |
| 31.10. – 13.11.2016 | Maui               | USA         | Wave      |

### Weitere Erfolge
- IWT-Waveriding Sieger 2014
- IFCA-Slalom Weltmeister 2003[2]
- US-amerikanischer Meister Wave 1998[1]